# Kigali (Berg)
Der Berg Kigali liegt am westlichen Stadtrand von Kigali, der Hauptstadt Ruandas. Er hat eine Höhe von 1853 m und befindet sich im Stadtteil Nyarugenge. Der Berg war Namensgeber für die Stadt, die 1907 von dem deutschen Psychiater und Afrika-Forscher Richard Kandt als Residentur zwischen dem Nyabarongo-Flusstal und den Bergen Jali (nördlich) und Kigali im Zentrum des Landes gegründet wurde. Der Name setzt sich aus dem Bantu-Präfix ki und dem ruandischen Wort gali, das „breit/weit“ bedeutet, zusammen und bezieht sich wahrscheinlich auf die Form des sich breit ausdehnenden Hügels oder auf das ihn umgebende Land. Es heißt, dass der Name bis ins 15. Jahrhundert zurückgeht. Demnach stand König Cyirima I. auf dem Gipfel des Berges, blickte auf sein Territorium und sagte: Burya iki gihugu ni Kigali („Dieses Land ist weit“).
Der Kigali ist ein Etappenziel des Radrennens Tour du Rwanda. Er ist zudem Namensgeber für die Mount Kigali University.